# ABJM超共形场论
在理论物理学中，ABJM理论（ABJM theory）是一种量子场论，由Ofer Aharony，Oren Bergman，Daniel Jafferis以及胡安·马尔达西那（Juan Maldacena）提出。它给出了{\displaystyle AdS_{4}\times S^{7}}上的M理论的全息对偶。ABJM理论也和陈-西蒙斯理论密切相关，在解决凝聚态物理中的问题中非常有用。